# Barantolla americana
Barantolla americana är en ringmaskart. Barantolla americana ingår i släktet Barantolla och familjen Capitellidae. Inga underarter finns listade i Catalogue of Life.